# Marco Asinio Marcelo
Marco Asinio Marcelo el Viejo fue un senador y cónsul del Imperio romano. Marcelo fue elegido cónsul en el año 54 junto a Manio Acilio Aviola, bajo el reinado del emperador Claudio, justo el año de su muerte. 

## Orógines familiares
Fue hijo de Marco Asinio Agripa, que fue cónsul en 25 y murió en 27 (o en el 26) y al que describe Tácito como "digno de sus ancestros". Marcelo fue además el nieto materno de Vipsania.

## Carrera política
Durante los reinados de Claudio y Nerón, Marcelo llegó a convertirse en uno de los senadores más respetados del Senado. En 54, fue ´cónsul. En el año 60 se vio envuelto en un escándalo de corrupción en el que también se vio implicado un pariente pretor. Este escándalo marcó su destino de continua repudia por sus iguales, sin embargo logró escapar de la muerte a la que se había sometido al resto de implicados debido a que el emperador Nerón, que era primo lejano suyo, argumentó que era descendiente de Cayo Asinio Polión y tenía "una personalidad lejana de lo despreciable". 
Tácito habla de él en su obra Anales.

## Descendencia
Su hijo fue Marco Asinio Marcelo el Joven, cónsul ordinario en 104 y su hija Asinia Marcela, casada con Gayo Antio Julio Cuadrado Baso, cónsul en 105.  Entre sus parientes se encuentra Marco Asinio Agripa y Gayo Asinio Placentino. El primero de estos dos es probablemente el padre de Marco Asinio Polión Verruscoso (45/50 - 81), elegido cónsul en el año 81. El segundo de estos es probablemente el hijo de Marco Asinio Atratino (55 - 89), que es probablemente el hijo de Cayo Asinio Tucuriano, procónsul de Sardinia en 115. Todos estos Asinii Marcelli eran familiares de la rama imperial Claudii Marcelli.